# پسربچه ترکانا
پسربچهٔ ترکانا یک انسان کارورز است که سنگواره‌اش با قدمت ۱٫۶ میلیون سال در غرب دریاچهٔ ترکانا در کنیای امروز به دست آمده‌است. در متون علمی این سنگواره با کد KNM-WT 15000 مشخص می‌شود. پسربچهٔ ترکانا در زمان کشف کامل‌ترین اسکلت به‌دست‌آمده از انسان‌تبارانِ منقرض‌شده بود. سن این پسربچه حدود ۱۲ سال تخمین زده شد و قد او ۱۶۸ سانتیمتر. در مطالعات بعدی سن وی بعضاً پایین‌تر هم تخمین خورده‌است؛ با این ملاحظه که روند رشد انسان کارورز لزوماً مشابه  انسان خردمند نبوده و چیزی بین انسان خردمند و کپی‌های بزرگ بوده‌است. با دقت در دستگاه استخوانی گردن به پایینِ پسربچهٔ ترکانا، نکته‌های بسیاری از شیوهٔ راه‌رفتن و کلاً رفتار انسان کارورز به دست آمده‌است.